# 坪内稔典
坪内 稔典（つぼうち としのり、俳号ではねんてん、1944年4月22日 - ）は、日本の俳人、国文学者。京都教育大学名誉教授。「船団の会」元代表。研究者としての専門は日本近代文学で、特に正岡子規に関する著作・論考が多い。
俳句の口誦性を重んじ、遊び心と軽妙なリズム感豊かな句を詠む。句集に『落花落日』(1984年)、『猫の木』(1987年)、『ヤツとオレ』(2015年)、評論に『俳句のユーモア』(1994年)など多数。

## 経歴
愛媛県西宇和郡町見村九町（現在の伊方町）に生まれる。愛媛県立川之石高等学校、立命館大学文学部日本文学科卒業。同大学院文学研究科修士課程修了。園田学園女子大学助教授、京都教育大学教授、京都教育大学教育学部附属桃山中学校校長、佛教大学教授などを歴任。
高校時代から句作を始め、担任教師の勧めで「青玄」に投句、伊丹三樹彦に師事。詩集『石斧の音』刊行。大学では日本近代文学、特に詩歌を専攻。在学中、山下勝也、澤好摩らと学生俳句連盟を組織し、その中心人物となる。学生俳句会の仲間であった摂津幸彦らともに同人誌「日時計」「黄金海岸」を創刊。
1976年、若い俳人の拠点として「現代俳句」を創刊、1985年まで20集を刊行した。同年、会員制の俳誌「船団」を創刊、第5号から第122号（2019年）の解散まで「船団の会」代表を務める。同誌参加者にはあざ蓉子、池田澄子、鳥居真里子、火箱ひろ、ふけとしこなど。また短歌結社「心の花」会員でもある。
大学時代はパチンコに勤しみ、その間に正岡子規などを読むような生活を送っていたが、学生結婚を機に本格的に子規研究を始めた。子規研究のほか、子規の友人で俳人でもあった夏目漱石に関する研究・編著も著した。
柿衛文庫・也雲軒俳句塾塾頭、愛媛県文化振興財団芝不器男俳句新人賞選考委員、俳句インターハイ講評・審査員、日本文学にみる河川委員などを務める。
「819」が「俳句」と読めることから、8月19日を「俳句の日」と命名したことでも知られる。

### 賞歴
- 1986年、尼崎市市民芸術賞奨励賞
- 2000年、京都府文化賞功労賞
- 2001年、第9句集『月光の音』で第7回中新田俳句大賞スウェーデン賞
- 2004年、京都市文化功労者
- 2006年、ナメコロジー大賞
- 2010年、『モーロク俳句ますます盛ん 俳句百年の遊び』で第13回桑原武夫学芸賞
- 2020年、兵庫県文化賞

## 俳句
一見ナンセンスな、軽快で憶えやすいリズムを持つ句が多く、コマーシャル俳句などと呼ばれていたこともある。坪内自身は俳句の本質を「口誦（こうしょう）性」と「片言（かたこと）性」にあると捉え、俳論などでしばしば論じている。「口誦性」とは「簡単におぼえてどこででも口にできる」ことであり、「片言性」とは、ことわざなどと同じように短く、言い尽くせないということで、そのことによって却って読み手から多様な解釈を誘い出し、言葉の多義性を豊かに発揮できるのだとする（「俳句の楽しさ」『口承と片言』収録）。
掲句のほかにも「桜散るあなたも河馬になりなさい」など、愛好する動物である河馬の句を多く作っている。

## 著書

### 句集
- 『春の家』沖積舎 1976
- 『わが町』沖積舎 1980
- 『落花落日』海風社 1984
- 『坪内稔典句集』ふらんす堂（現代俳句文庫）1992
- 『百年の家』沖積舎 1993
- 『人麻呂の手紙』ふらんす堂 1994
- 『ぽぽのあたり』沖積舎 1998
- 『月光の音』毎日新聞社 2001
- 『坪内稔典句集』芸林書房（芸林21世紀文庫）2003
- 『坪内稔典句集』沖積舎 2003
- 『坪内稔典句集2』ふらんす堂（現代俳句文庫）2007
- 『水のかたまり 坪内稔典句集』ふらんす堂 2009
- 『ヤツとオレ』KADOKAWA 2015
- 『坪内稔典自筆百句』沖積舎 2016
- 『リスボンの窓』ふらんす堂 2024

### 評論、随筆、俳句読本ほか
- 『正岡子規 俳句の出立』俳句研究社 1976
- 『過渡の詩』牧神社 1978
- 『土曜の夜の短かい文学 関西の現代俳句と俳人たち』関西市民書房 1981
- 『俳句の根拠』静地社 1982
- 『世紀末の地球儀 評論集』海風社 1984
- 『おまけの名作 カバヤ文庫物語』いんてる社 1984
- 『弾む言葉・俳句からの発想』くもん出版 1987
- 『子規山脈』「NHK市民大学」日本放送出版協会 1987。放送テキスト／NHKライブラリー 1997。改訂
- 『俳句 口誦と片言』五柳書院 1990
- 『正岡子規 創造の共同性』リブロポート・シリーズ民間日本学者 1991
- 『現代俳句入門』沖積舎 1991
- 『俳句のユーモア』講談社選書メチエ 1994／岩波現代文庫 2010
- 『風呂で読む俳句入門』世界思想社 1995
- 『新芭蕉伝－百代の過客』本阿弥書店 1995
- 『子規のココア・漱石のカステラ』日本放送出版協会 1998／NHKライブラリー 2006
- 『京の季語』光村推古書院 1998-99
- 『坪内稔典の俳句の授業』黎明書房 1999
- 『豆ごはんまで 歌集』ながらみ書房 2000
- 『俳句的人間 短歌的人間』岩波書店 2000
- 『上島鬼貫』神戸新聞総合出版センター 2001
- 『俳人漱石』岩波新書 2003
- 『俳句発見』富士見書房 2003
- 『大事に小事』創風社出版 2005
- 『言葉の力』思文閣出版 佛教大学鷹陵文化叢書 2005
- 『柿喰ふ子規の俳句作法』岩波書店 2005
- 『俳句で歩く京都』「新撰京の魅力」淡交社 2006。写真三村博史
- 『季語集』岩波新書 2006
- 『カバに会う 日本全国河馬めぐり』岩波書店 2008
- 『正岡子規の<楽しむ力>』NHK 生活人新書 2009
- 『モーロク俳句ますます盛ん 俳句百年の遊び』岩波書店 2009
- 『高三郎と出会った日 俳句と俳文』沖積舎 2009
- 『正岡子規　言葉と生きる』岩波新書 2010
- 『坪内稔典コレクション』沖積舎

第1巻 カバヤ文庫の時代 2011
第2巻 子規とその時代 2010
第3巻 芭蕉とその時代 2013
- 『俳句の向こうに昭和が見える』教育評論社 2012
- 『柿日和 喰う、詠む、登る』岩波書店 2012
- 『モーロクのすすめ　10の指南』岩波書店 2015
- 『四季の名言』平凡社新書 2015
- 『漱石くまもとの句 200選』熊本日日新聞社 2016
- 『ヒマ道楽』岩波書店 2016
- 『ねんてん先生の文学のある日々』新日本出版社 2017
- 『屋根の上のことばたち：ねんてん先生の文学のある日々2』新日本出版社 2020
- 『早寝早起き 俳句とエッセー』創風社出版 2020
- 『俳句いまむかし』全3冊、毎日新聞出版 2020-2022
- 『ねんてんさんの名句百選』潮新書 2023
- 『老いの俳句　君とつるりんしたいなあ』ウエップ 2023
- 『高浜虚子 余は平凡が好きだ』ミネルヴァ書房<ミネルヴァ日本評伝選> 2024

### 主な共編著
- 『漱石俳句集』 岩波文庫 1990、ワイド版2008
- 『女うた男うた』道浦母都子共著 リブロポート 全2巻 1991-93、平凡社ライブラリー 2000
- 『一億人のための辞世の句』蝸牛社 全3冊 1997-1998、新版2015
- 『京の季語』（冬・夏・春・秋 新年）橋本健次写真 光村推古書院 1998-99
- 『短歌の私、日本の私　短歌と日本人5』岩波書店 1999
- 『日本の四季 旬の一句』仁平勝、細谷亮太 講談社 2002
- 『子規百句』小西昭夫共編 創風社出版 2004
- 『俳句で歩く京都』三村博史共著 淡交社 2006
- 『漱石・熊本百句』あざ蓉子共編 創風社出版 2006
- 『不器男百句』谷さやん共編 創風社出版 2006
- 『漱石・松山百句』中居由美共編 創風社出版 2007
- 『山頭火百句』東英幸共編 創風社出版 2008
- 『言葉のゆくえ 俳句短歌の招待席』永田和宏共著 京都新聞出版センター 2009
- 『新版 古寺巡礼京都〈38〉寂光院』瀧澤智明共著 淡交社 2009
- 『季語のキブン』杭迫柏樹共著 二玄社 2009
- 『現代俳句入門』編 沖積舎 2009
- 『鬼貫百句』鬼貫を読む会著（編）創風社出版 2010
- 『ねんてん先生の俳句の学校』全3巻 監修 教育画劇 2011
- 『赤黄男百句』松本秀一共編 創風社出版 2012
- 『書き込み式俳句入門ドリル』監修 主婦と生活社 2012
- 『絵といっしょに読む国語の絵本 漢詩のえほん』監修 くもん出版 2013
- 『絵といっしょに読む国語の絵本 詩のえほん』監修 くもん出版 2013
- 『漱石・東京百句』三宅やよい共編 創風社出版 2013
- 『絵といっしょに読む国語の絵本 短歌のえほん』監修 くもん出版 2013
- 『絵といっしょに読む国語の絵本 俳句のえほん』監修 くもん出版 2013
- 『池田澄子百句』中之島5共編 創風社出版 2014
- 『絵といっしょに読む国語の絵本 古典のえほん』監修 くもん出版 2014
- 『絵といっしょに読む国語の絵本 論語のえほん』監修 くもん出版 2014
- 『松尾芭蕉　俳句の世界をひらく』立花まこと画　あかね書房 2018
- 『四明句集　中川四明句集』大阪俳句史研究会共編、ふらんす堂 2021
- 『あの句この句　現代俳句の世界』池田澄子共著 創風社出版 2021